# Sant Joanet
|  | Pel que fa a l'ermita del Pallars, vegeu Sant Joanet de Sant Martí de Canals. |

Sant Joanet, conegut anteriorment com a Sant Joan de l'Énova, és un municipi del País Valencià situat a la comarca de la Ribera Alta.

## Geografia
El terme (1,9 km²) és totalment pla, regat pel riu d'Albaida i les séquies de Montolivet, Foies i Major, i pràcticament tot ell dedicat a l'agricultura en règim de minifundisme.
El seu terme municipal limita amb els de Manuel, la Pobla Llarga, Senyera i Castelló (a la mateixa comarca).

## Història
Antiga alqueria musulmana, més coneguda com a Sant Joanet; el 1415 pertanyia a Arnau Ferrer, i després passà successivament al senyoriu de Benitandús, al marquesat de Bèlgida i als Montpalau; lloc de moriscs, el 1373 tenia 22 cases i el 1609, 33; despoblat després de l'expulsió, el 1663 tenia 20 cases; l'emigració va minvar la població progressivament des de la dècada dels seixanta del segle passat.

## Demografia
L'any 1572 hi havia a Sant Joanet 15 famílies de moriscos, que eren 35 en 1609, quan va tindre lloc l'expulsió dels moriscos. La localitat es va repoblar amb cristians i va passar a tindre 19 famílies en 1646 i 20 en 1713. Envoltada d'arrossars, la seua població no va poder créixer fins que no es van millorar les condicions sanitàries: en 1787 tenia 127 habitants, en 1845 tenia 200 i en 1900 tenia 383. L'any 1950 va aconseguir el seu màxim de població, 531 habitants.
| 1990 | 1992 | 1994 | 1996 | 1998 | 2000 | 2002 | 2004 | 2006 | 2007 | 2022 |
| ---- | ---- | ---- | ---- | ---- | ---- | ---- | ---- | ---- | ---- | ---- |
| 382  | 360  | 363  | 360  | 358  | 349  | 357  | 386  | 391  | 413  | 534  |

## Economia
La seua economia es basa en l'agricultura: es cultiven sobretot tarongers (137 ha), hortalisses i fruiters. L'aigua per al reg procedeix de la Séquia Comuna de l'Ènova a través del braç de les Foies. Tradicionalment es va cultivar l'arròs en gran quantitat, encara que en l'actualitat ha sigut substituït pels problemes de salubritat que implicava aquest cultiu. Quant a la ramaderia, la cria de conills i gallines ajuda també l'economia santjoanera.

## Política i govern

### Composició de la Corporació Municipal
El Ple de l'Ajuntament està format per 7 regidors. En les eleccions municipals de 26 de maig de 2023 foren elegits 5 regidors del Partit Socialista del País Valencià (PSPV-PSOE) i 2 de Compromís per Sant Joanet (Compromís).
| Eleccions municipals de 28 de maig de 2023 - Sant Joanet                                                                      |                                          |                                     |                                     |      |          |          |
| Candidatura | Candidatura                              | Candidatura                         | Cap de llista                       | Vots | Vots     | Regidors |
| | Partit Socialista del País Valencià-PSOE |                                     | Miguel Nadal Garrigues              | 203  | 59,18%   | 5 (-1)   |
| | Compromís per Sant Joanet                |                                     | Carles Calabuig Miñana              | 104  | 30,32%   | 2 (+1)   |
| | Altres candidatures                      |                                     |                                     | 25   | 7,28%    | 0        |
| | Vots en blanc                            |                                     |                                     | 11   | 3,2%     |          |
| Total vots vàlids i regidors                                                                                                  | Total vots vàlids i regidors             | Total vots vàlids i regidors        | Total vots vàlids i regidors        | 343  | 100 %    | 7        |
| | Vots nuls                                | Vots nuls                           | Vots nuls                           | 6    | 1,71%    |          |
| Participació (vots vàlids més nuls)                                                                                           | Participació (vots vàlids més nuls)      | Participació (vots vàlids més nuls) | Participació (vots vàlids més nuls) | 349  | 81,16%** |          |
| Abstenció | Abstenció                                | Abstenció                           | Abstenció                           | 81*  | 18,83%** |          |
| Total cens electoral | Total cens electoral                     | Total cens electoral                | Total cens electoral                | 426* | 100 %**  |          |
| Alcalde: Miguel Nadal Garrigues (PSPV) (17/06/2023) Per majoria absoluta dels vots dels regidors                              |                                          |                                     |                                     |      |          |          |
| Fonts: JEC, JEZ Alzira, M. Interior, Periòdic Ara. (* No són vots sinó electors. ** Percentatge respecte del cens electoral.) |                                          |                                     |                                     |      |          |          |

### Alcaldes

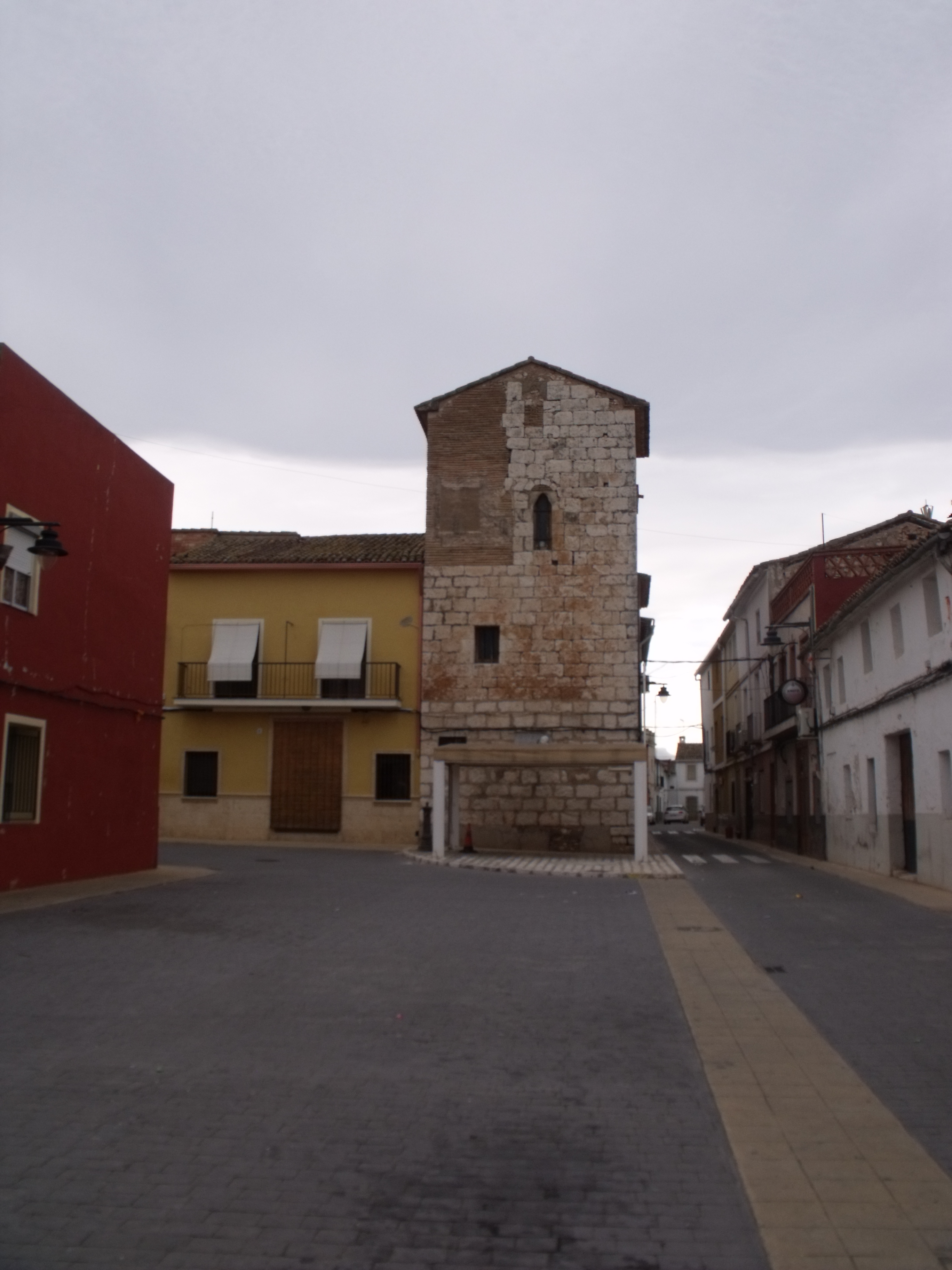
Vista principal de la Torrassa de Sant Joanet

Des del 2023 l'alcalde de Sant Joanet és Miguel Nadal Garrigues del Partit Socialista del País Valencià (PSPV-PSOE).
| Període                       | Alcalde o alcaldessa                | Partit polític | Data de possessió | Observacions |
| ----------------------------- | ----------------------------------- | -------------- | ----------------- | ------------ |
| 1979–1983                     | José García Mongort                 | Independent    | 19/04/1979        | --           |
| 1983–1987                     | Superancio Marcilla López           | PSPV-PSOE      | 28/05/1983        | --           |
| 1987–1991                     | Superancio Marcilla López           | PSPV-PSOE      | 30/06/1987        | --           |
| 1991–1995                     | Adelino Micó Brotons                | PSPV-PSOE      | 15/06/1991        | --           |
| 1995–1999                     | Adelino Micó Brotons                | PSPV-PSOE      | 17/06/1995        | --           |
| 1999–2003                     | Evaristo Ribes Prats                | PSPV-PSOE      | 03/07/1999        | --           |
| 2003–2007                     | Evaristo Ribes Prats                | PSPV-PSOE      | 14/06/2003        | --           |
| 2007–2011                     | Evaristo Ribes Prats                | PSPV-PSOE      | 16/06/2007        | --           |
| 2011–2015                     | Evaristo Ribes Prats                | PSPV-PSOE      | 11/06/2011        | --           |
| 2015–2019                     | Evaristo Ribes Prats                | PSPV-PSOE      | 13/06/2015        | --           |
| 2019-2023                     | Santiago Manuel Enguídanos Expósito | PSPV-PSOE      | 15/06/2019        | --           |
| Des de 2023                   | Miguel Nadal Garrigues              | PSPV-PSOE      | 17/06/2023        | --           |
| Fonts: Generalitat Valenciana |                                     |                |                   |              |

## Monuments
- Torrassa de Sant Joanet. Construïda al segle xvi, conserva bona part dels seus elements originals. Es troba adossada per dues de les seues cares a habitatges actuals.
- Església de Sant Joan Baptista, on es conserva una imatge de la Dolorosa.

## Festes
- Festes patronals. Festes en honor de Sant Joan Baptista. Del 21 al 24 de juny dedicades a Sant Joan Baptista.
- Festes en honor de la mare de Déu de l'Assumpció. Del 12 al 15 d'agost.